# Tambacounda
Tambacounda – miasto we wschodnim Senegalu, ośrodek administracyjny regionu Tambacounda, ok. 79 tys. mieszkańców (stan z roku 2007).
Miasto położone jest na skrzyżowaniu dróg wiodących na południe do Gwinei, na zachód do Mali, na zachód do Dakaru i Gambii oraz na południowy zachód do Ziguinchoru. Znajduje się tu też jedna ze stacji na trasie kolejowej łączącej Dakar z Bamako. Miasto często służy turystom jako baza noclegowa w drodze do położonego na południowy zachód Parku Narodowego Niokolo-Koba. W samym mieście działa też niewielkie muzeum kolejnictwa.

## Współpraca
Miejscowość partnerska:
- Sint-Niklaas, Belgia